# بداندیشی شهوانی

لورا خمسر در صحنه‌ای از فیلم.

بداندیشی شهوانی (ایتالیایی: Malizia erotica) یا پریسکوپ (اسپانیایی: El periscopio‎) فیلمی ایتالیایی-اسپانیایی به کارگردانی خوزه رامون لاراس است که در سال ۱۹۷۹ منتشر شد. لورا خمسر و باربارا ری در این فیلم نقش‌آفرینی نموده‌اند.
این فیلم در راستای موجی از فیلم‌های پورنوگرافی سافت‌کور است که در اسپانیا در نیمه دوم دهه ۱۹۷۰ ساخته می‌شد و بخشی از یک روند فرهنگی به نام «اِل دِستاپه» (به معنای «واپوشانی») بود. این فیلم در کنار داستان حوا/لب‌های کوچک (۱۹۷۸) یکی از چندین فیلم‌های تولید مشترک ایتالیا-اسپانیا است که در هر دو باربارا ری نقش‌آفرینی کرده است. در آلمان، این فیلم با نام «نشونم بده چطوری انجامش بدم» (آلمانی: Zeig mir, wie man's macht) منتشر شد.
این فیلم همچنین یکی از فیلم‌های لورا خمسر است که همسرش گابریله تینتی در آن در نقشی مختصر دارد.

## گزیدهٔ بازیگران
- لورا خمسر
- باربارا ری
- خوزه سازاتورنیل
- دانیله وارگاس
- گابریله تینتی
- میلا استانیچ
- آلفرد لوچتی